# Prhovo (Bośnia i Hercegowina)
Prhovo – wieś w Bośni i Hercegowinie, w Federacji Bośni i Hercegowiny, w kantonie uńsko-sańskim, w gminie Ključ. W 2013 roku liczyła 25 mieszkańców, z czego większość stanowili Boszniacy.